# 孙泽瀛
孙泽瀛（1911年—1981年5月17日），男，四川新宁人，中国数学家，曾任华东师范大学教授，江西大学教授，中国数学会理事，第五届全国政协委员。